# Hysteroskopie

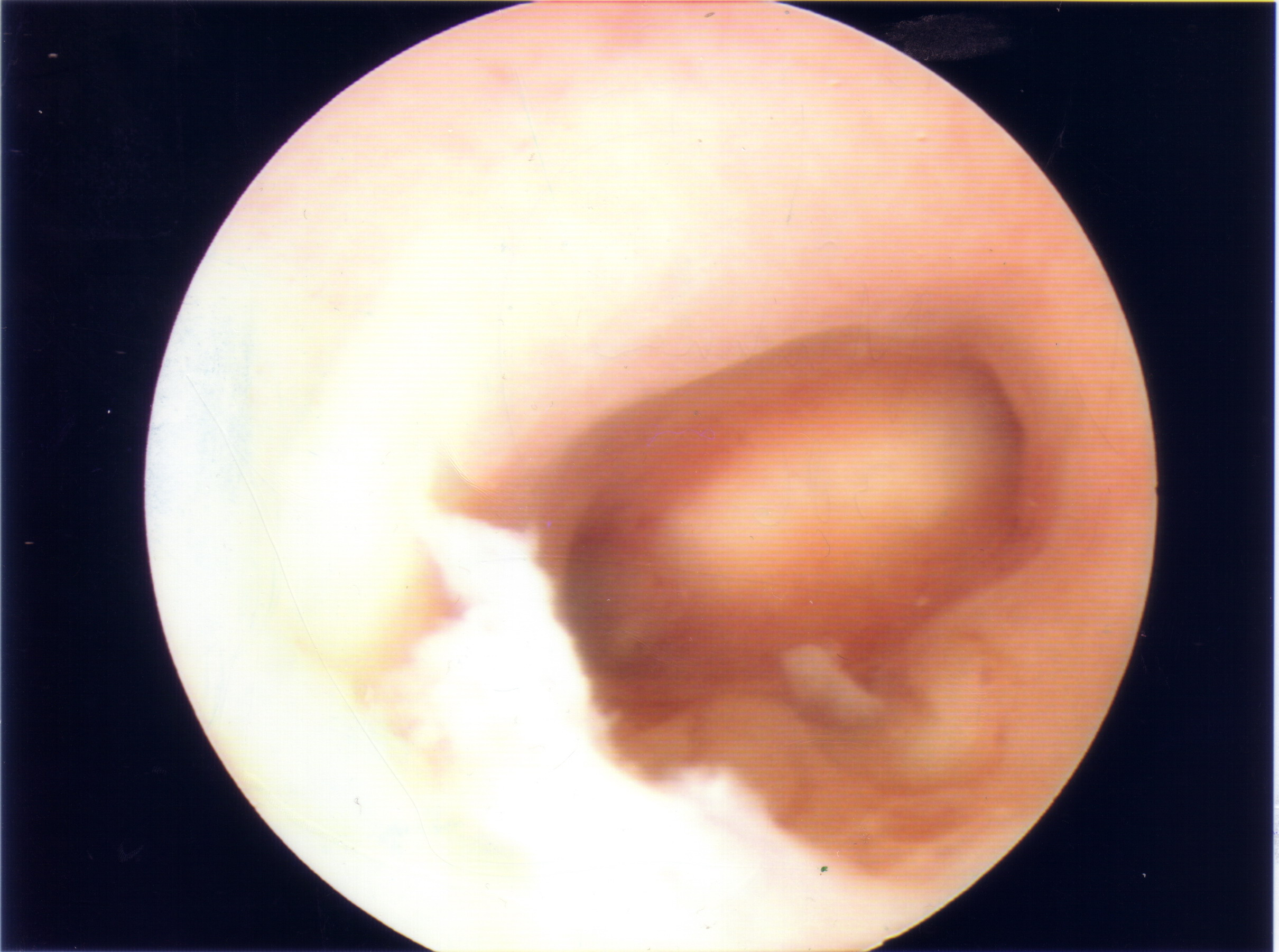
Pohled do dutiny děložní

Hysteroskopie je endoskopická vyšetřovací metoda, která umožňuje zrakem prohlédnout děložní dutinu, odebrat vzorek tkáně pro další histologické vyšetření či provést operační ošetření v dutině děložní.

## Rozdělení hysteroskopie dle rozsahu
Hysteroskopie se rozlišuje podle rozsahu výkonu a obtížnosti:
- Hysteroskopie diagnostická – vizualizace dutiny děložní a biopsie sliznice
- Hysteroskopie operační – prohlédnutí dutiny děložní a drobné operační výkony (odstranění polypů či drobných myomů, rozrušení srůstů aj.)
- Transcervikální chirurgie – rozsáhlejší endoskopické operační výkony v dutině děložní pod kontrolou zraku (mnohotné srůsty, odstranění nitroděložní přepážky)

## Klinické využití

### Indikace
Nejčastější indikací k hysteroskopii jsou:
- Děložní krvácení nejasného původu (hypermenorea, polymenorea, nepravidelné krvácení aj.)
- Postmenopauzální krvácení
- Podezření na nitroděložní patologii při ultrazvukovém vyšetření (polyp, myom aj.)
- Sterilita a infertilita
- Drobné zbytky po porodu či abortu
- Součást léčby při komplikacích u nitroděložní antikoncepce (IUD, LNG-IUS)
- Podezření na cizí těleso v děloze
- Sekundární dysmenorea
- Kontrola po operacích na děloze
- Vaginoskopie u panen a dětí (cizí těleso)
- Hysteroskopická sterilizace

Všechny výkony se v minulosti prováděly za hospitalizace v narkóze, dnes lze s výhodou diagnostickou hysteroskopii a část operačních výkonů přesunout mezi ambulantní vyšetření (není zapotřebí anestézie).